# King-Size Homer
King-Size Homer — 7 серія сьомого сезону мультсеріалу «Сімпсони». Вперше вийшла на екрани у США 5 листопада 1995 року.

## Сюжет
Містер Бернс організовує ранкову зарядку на АЕС на загальне задоволення, але до жаху Гомера. Дізнавшись, що інваліди можуть працювати на дому, і таким чином вони звільняються від зарядки, Гомер вирішує знайти шлях до досягнення інвалідності. Незабаром, Гомер виявляє, що будь-який співробітник, що важить 300 фунтів (136 кг) вважається інвалідом, і тому він вирішує набрати 61 фунт, щоб досягти 300. Він починає надмірно є, незважаючи на неодноразові попередження Мардж і Лізи, що він може серйозно нашкодити своєму здоров'ю. Завдяки Барту, Гомер незабаром досягає своєї мети, і містер Бернс встановлює термінал для надомної роботи в будинку Сімпсонів.
У Гомера прості обов'язки, проте він нехтує ними. Гомеру просто потрібно натискати «так» кожен раз, коли система запропонує це йому. Також він більше не може поміститися в свій одяг і починає носити Муу-Муу. Вирішивши піти в кіно, Гомер залишає свій термінал, залишивши замість себе «питну птицю», щоб вона натискала «так» на клавіатурі, думаючи, що вона його «підмінить», поки той буде поза домом. Чи не допущені через свою вагу, Гомер обурений через менеджера кінотеатру і інших представників громадськості, жартуючи про його зовнішності. Він швидко йде, стверджуючи, що люди з надмірною вагою є працьовитими, як ніхто інший. Повернувшись додому, він виявляє, що в його відсутність питна птах не натиснула кнопку «так» і що ось-ось на заводі відбудеться радіоактивна витік, якщо система не буде закрита вручну. Він не в змозі зупинити витік за допомогою комп'ютера або попередити станцію по телефону, тому що його пальці стали занадто товстими, щоб правильно набрати номер. Гомер намагається доїхати до заводу на машині і на скейтборді, але всі спроби марні через його ожиріння. Врешті-решт він потрапляє на завод, викравши вантажівка з морозивом. Гомер приїжджає на електростанцію і піднімається до вимикача, щоб вимкнути систему, але випадково падає зі сходів, в результаті блокуючи трубу своєї розтовстілою нижньою частиною тіла і таким чином запобігаючи вибух. Як нагороду за запобігання «потенційного Чорнобиля», містер Бернс дає Гомеру медаль і гарантує, що зробить Гомера худим. Але коли Гомер не може виконати навіть одне присідання, містер Бернс вирішує, що краще заплатити за ліпосакцію, ніж змушувати Гомера робити зарядку.